# Lysimachia nutans
Lysimachia nutans är en viveväxtart som beskrevs av Christian Gottfried Daniel Nees von Esenbeck och Jean Étienne Duby. Lysimachia nutans ingår i släktet lysingar, och familjen viveväxter. Inga underarter finns listade i Catalogue of Life.